# Festival interceltique de Lorient 2013

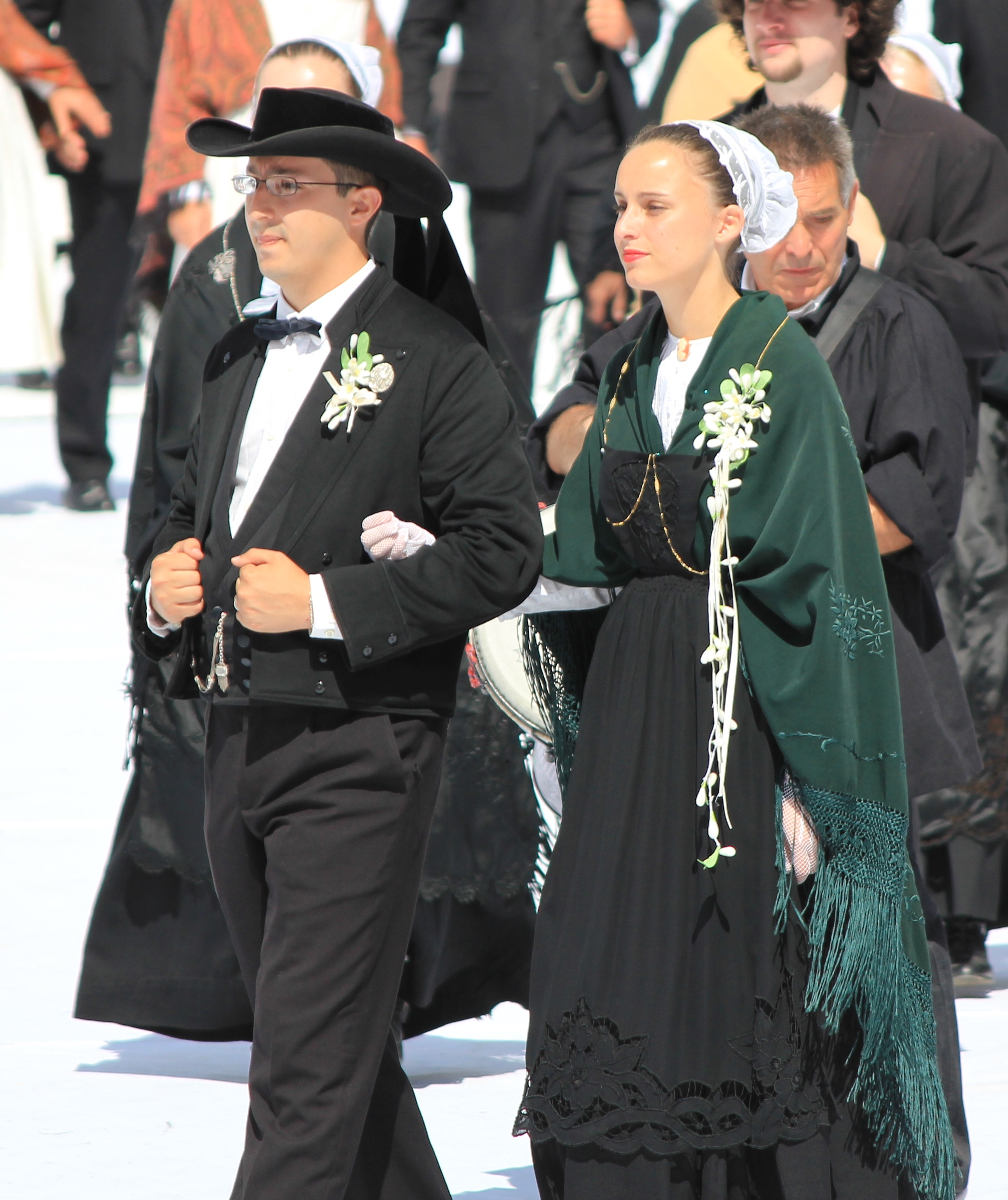
Cercle celtique Beg An Douar lors de la grande parade du festival.

La 43e édition du Festival interceltique de Lorient se déroule du 2 au 11 août 2013. Les Asturies sont la nation invitée.
Le festival accueille, entre autres artistes, Nolwenn Leroy (Ô tour de l’eau), le groupe Capercaillie qui fête ses 30 ans, Sinéad O'Connor, I Muvrini, Clannad, Yann-Fañch Kemener (Gouañv Bepred), Patrick et Jacky Molard, José Ángel Hevia, Skolvan, Ronan Le Bars, Imelda May, Dominique Dupuis, Djiboudjep, les Hôtesses d'Hilaire, Krismenn, Titi Robin et le Hamon Martin Quintet.

## Préparation

### Pays invité
L'annonce du pays invité pour l'édition 2013 a lieu lors des derniers jours de l'édition 2012. La mise en avant des Asturies est alors officialisée, pour la première fois depuis l'édition 2003 et pour la troisième fois depuis le début du festival. 
Celles-ci devaient à l'origine porter l'édition 2011, mais plusieurs contraintes étaient alors apparues. La crise financière que traverse l'Espagne en 2010 rend alors l'obtention de 350 000 euros de financements difficiles, et l'instabilité politique qui touche alors la communauté autonome complique l'avancement et la concrétisation du projet. Des incertitudes continuent d'entourer le projet au moment de son annonce, et sont relayées dans la presse régionale. Une convention est signée au siège de la présidence de la principauté des Asturies à Oviedo le 23 novembre 2012 entre les autorités de la communauté autonome de la principauté des Asturies et le festival portant sur l'organisation d'un pavillon dédié à la région, de la tenue de plusieurs concerts au grand théâtre et à l'espace marine, ainsi que l'organisation d'une exposition d'art contemporain,. 
Un visuel destiné à être utilisé par l'affiche de l'édition, mais aussi par des produits dérivés, est présenté le 23 janvier 2013. Les couleurs jaune et bleu du drapeau des Asturies sont présentes, en favorisant la couleur jaune qui donne à l'ensemble un aspect solaire. Le visuel reprend des éléments de la géographie de la région comme les pics d'Europe, les Castros des Asturies, ainsi que les vallées, rivières, et plages. Le projet retenu est celui d'une agence lorientaise, Orignal Communication, alors que cinq autres agences proposent elles aussi un projet.

### Programmation
La programmation est dévoilée par Lisardo Lombardía le 11 avril 2013 lors d'une conférence de presse au grand théâtre de Lorient. Plusieurs têtes d'affiches sont alors mise en avant comme Nolwenn Leroy, I Muvrini ou encore Titi Robin côté français, Sinead O’Connor et Clannad pour l'Irlande, Capercaillie côté écossais. Les Asturies sont représentées elles par Hevia ou encore Llan de Cubel (en). La programmation est diversement accueillie. Télérama retient la présence de son « coup de cœur » Yann-Fañch Kemener et met en avant « l'ovni » Krismenn. La venue de Nolwenn Leroy attire certaines critiques de la part de puristes, mais est soutenu par certaines personnalités lorientaises, comme le député Gwendal Rouillard.
Un total d'un peu plus de 150 spectacles et concerts sont alors annoncés, répartis sur onze scènes. Autour de 60 % des prestations sont issues de groupes bretons. Plusieurs créations sont présentés pendant cette édition, comme « Bahoterie » du bagad Roñsed-Mor ou « Des monts d'Arrée aux Orcades » d'Arneo, ou le groupe The Magnetic North (en) formé par Gawain Erland Cooper (en), Hannah Peel (en), et Simon Tong. Le spectacle « Dans noz vras » doit lui célébrer le classement du fest-noz au patrimoine culturel immatériel par l'Unesco plus tôt dans l'année. Autour de 60 % des concerts annoncés sont alors gratuits.

### Données financières
Le festival est tributaire d'un passif important en raison des éditions précédentes. L'édition 2011 a entrainé des pertes de 85 000 euros, et l'édition 2012 de 328 000 euros. Celles-ci sont imputées à des baisses de subventions, principalement celles venant du ministère de la culture, des revenus de billetterie moins importants (1,2 million d'euros en 2012, contre 1,5 million d'euros en 2011), mais aussi une hausse salariale des employés du village celte en raison d'une évolution règlementaire.
Un budget prévisionnel visant un bénéfice de 15 000 euros est alors présenté lors de l'assemblée générale de l'association le 26 mai 2013. La municipalité de Lorient et Lorient Agglomération ont décidé d'une augmentation de 5 % de leurs subventions. Une « rupture douce avec la gratuité » est proposé par le président Noël Couëdel, et l'accès à plusieurs passages de la grande parade nécessitent alors l'achat d'un « badge de soutien » à 3 euros. Ce badge conditionne aussi l'accès à d'autres spectacles comme celui de Kitchen musique, les fest-noz de la salle Carnot, ainsi que les Master Class. Le budget de l'édition est alors de 4,75 millions d'euros, soit une baisse de 400 000 euros par rapport à 2012

## Déroulé

### Concerts

Quelques artistes du Festival interceltique de Lorient 2014
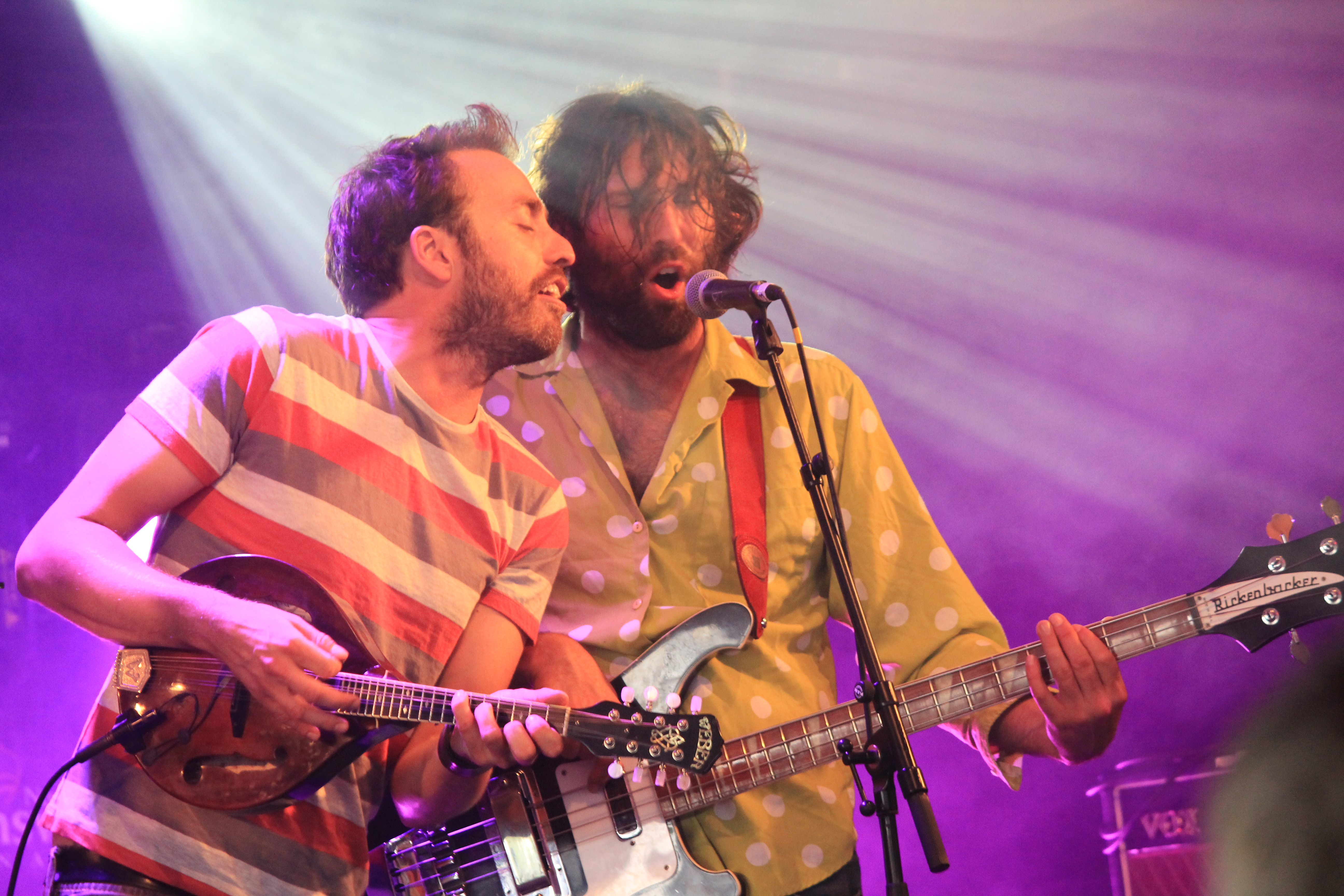
Les Hôtesses d'Hilaire au pavillon Acadien
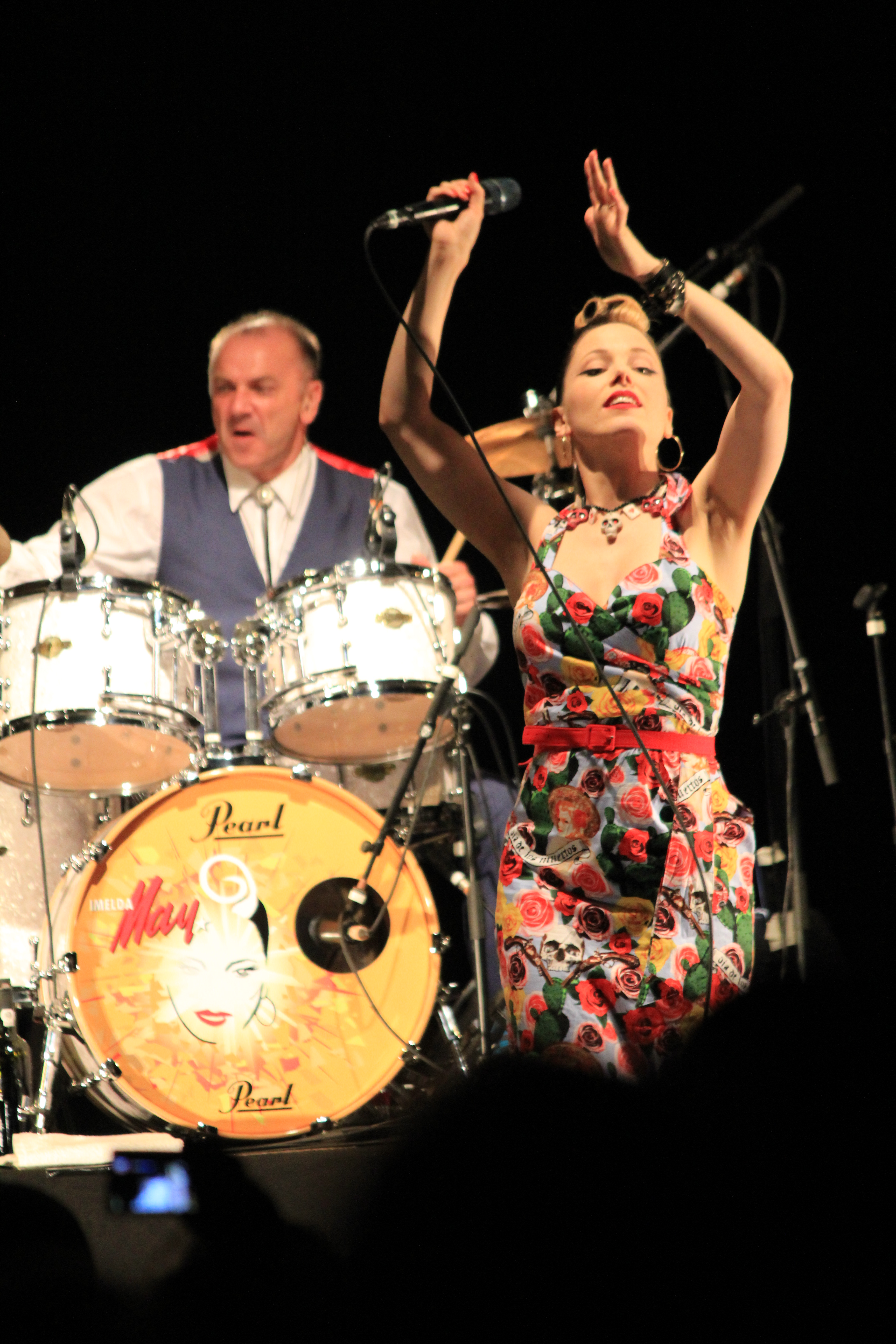
Imelda May
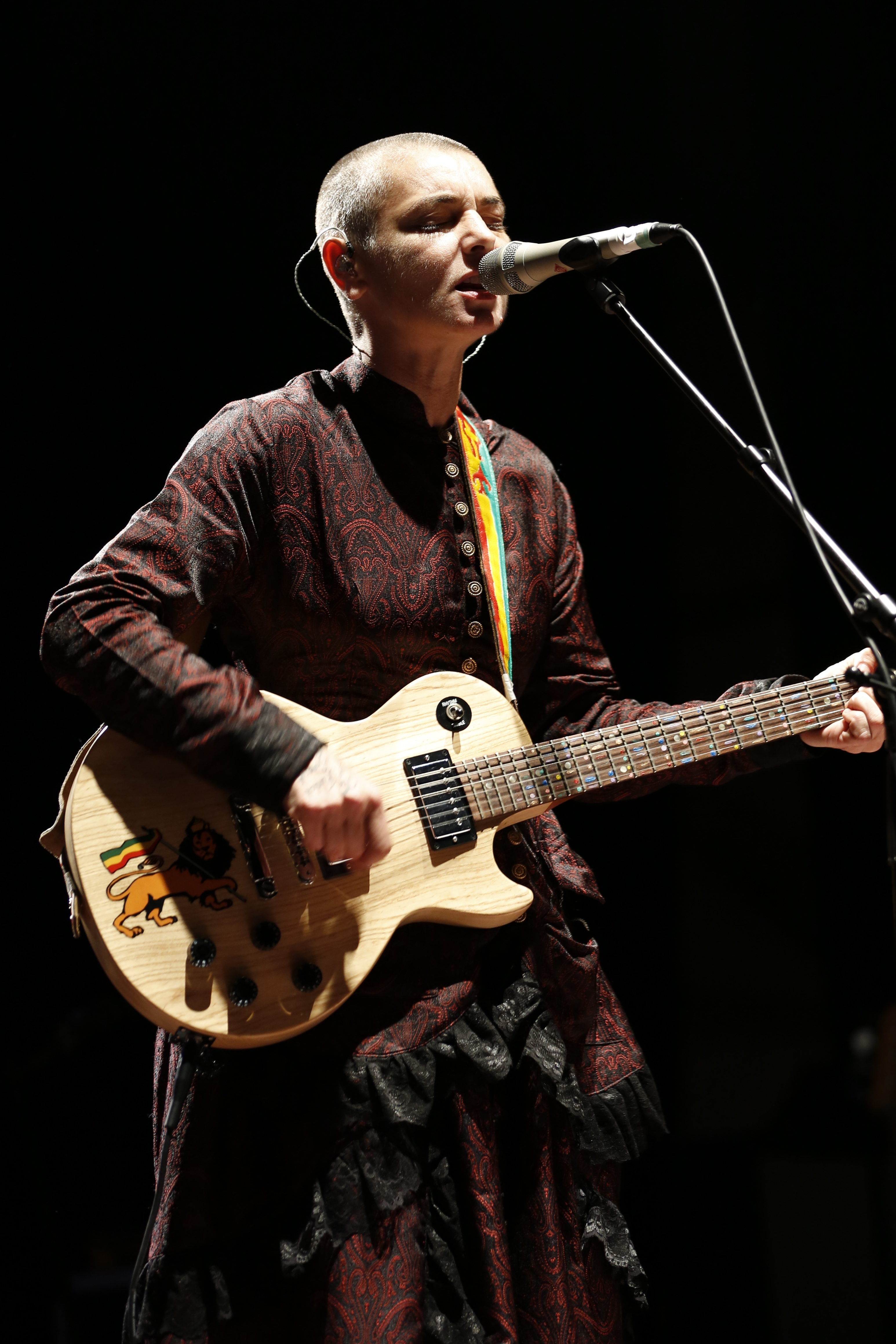
Sinéad O'Connor
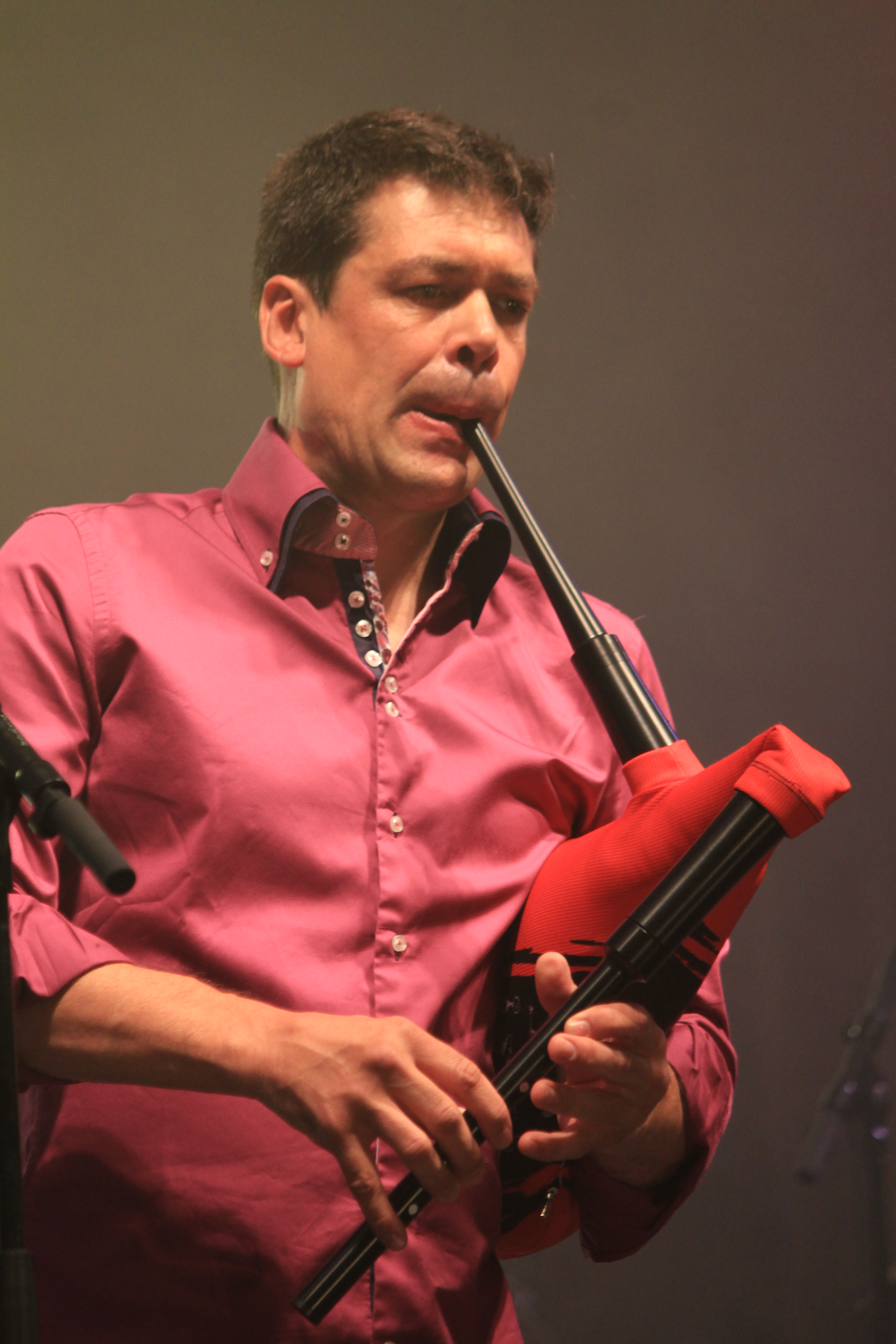
Hevia
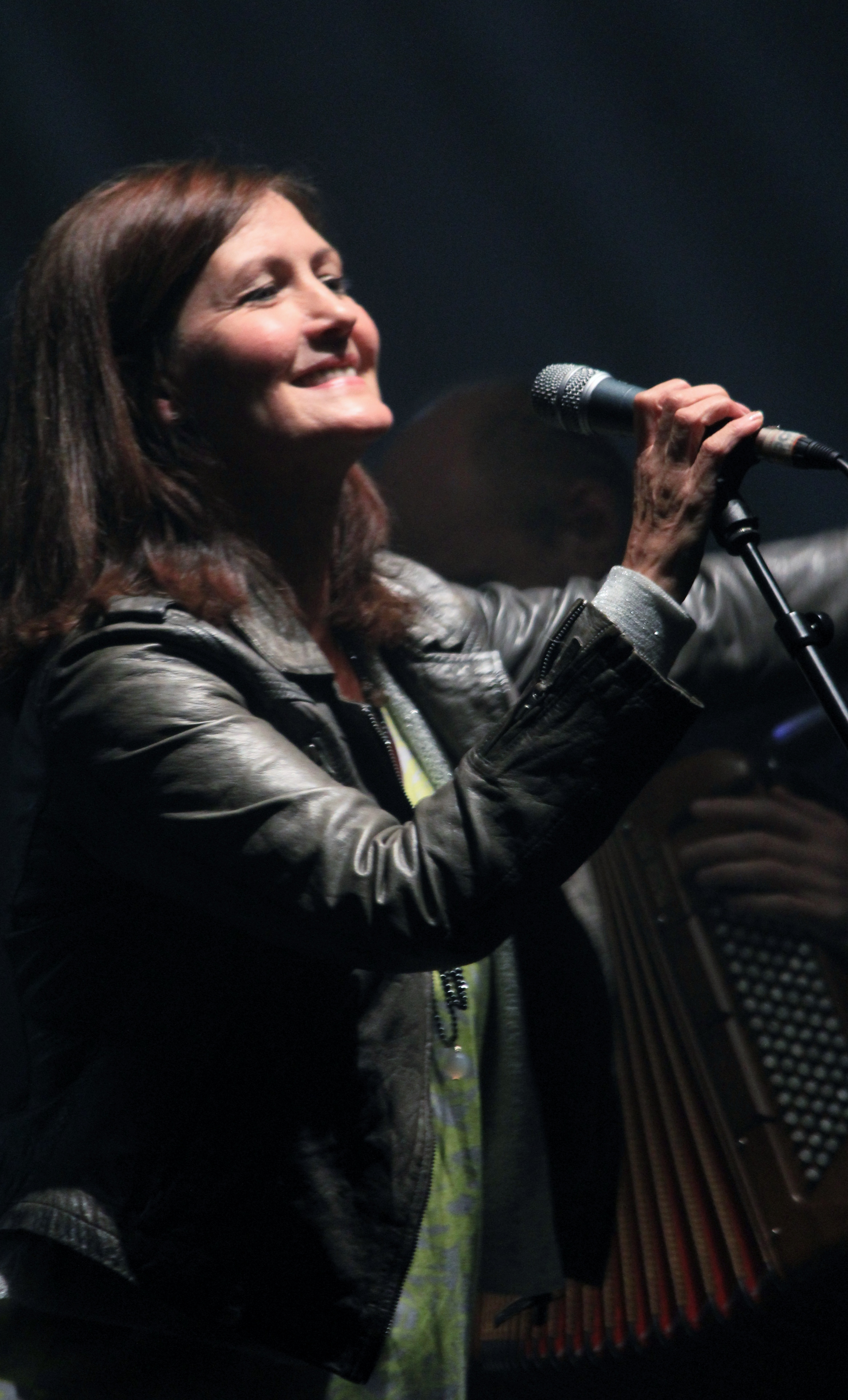
Karen Matheson du groupe Capercaillie
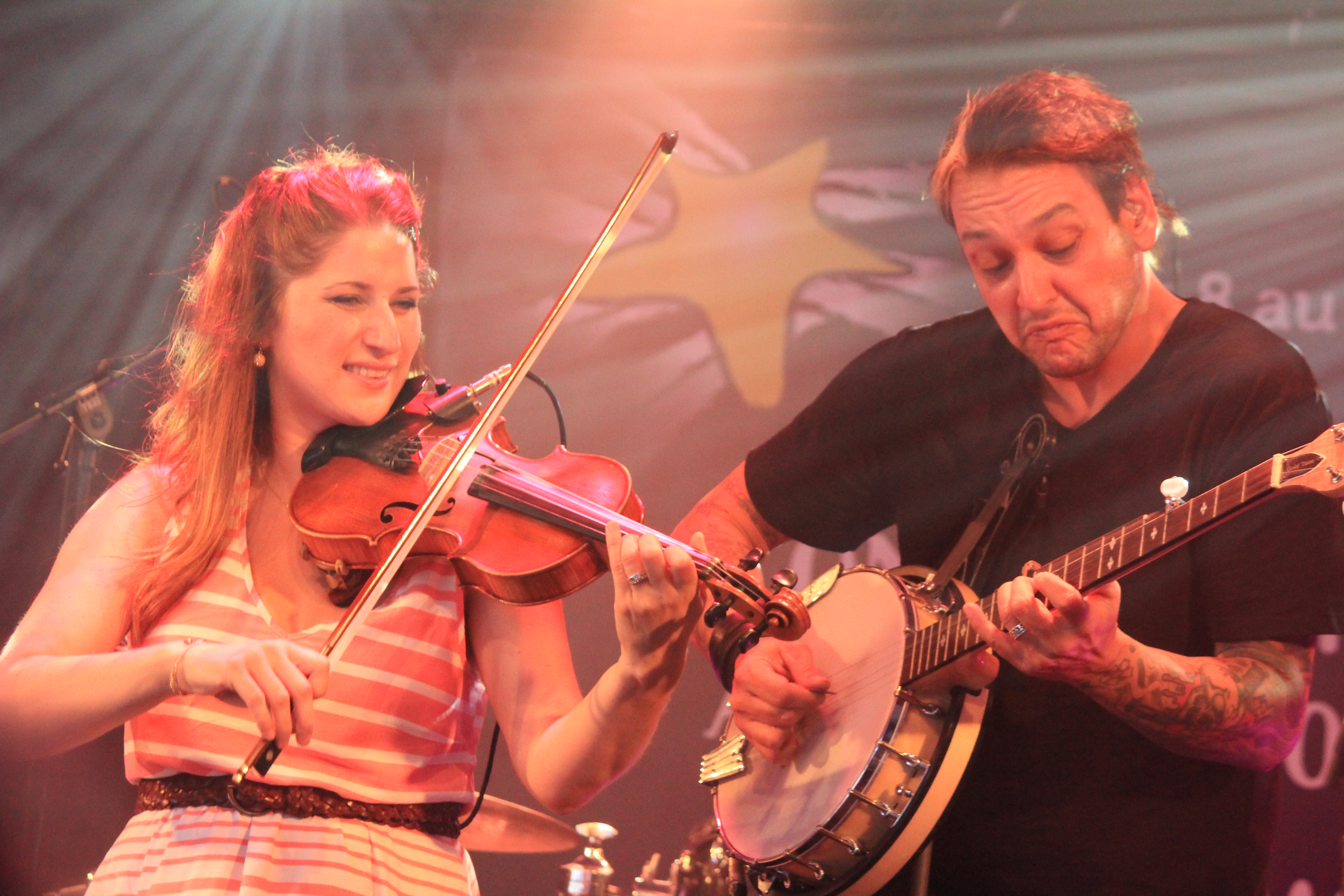
Dominique Dupuis

### Concours

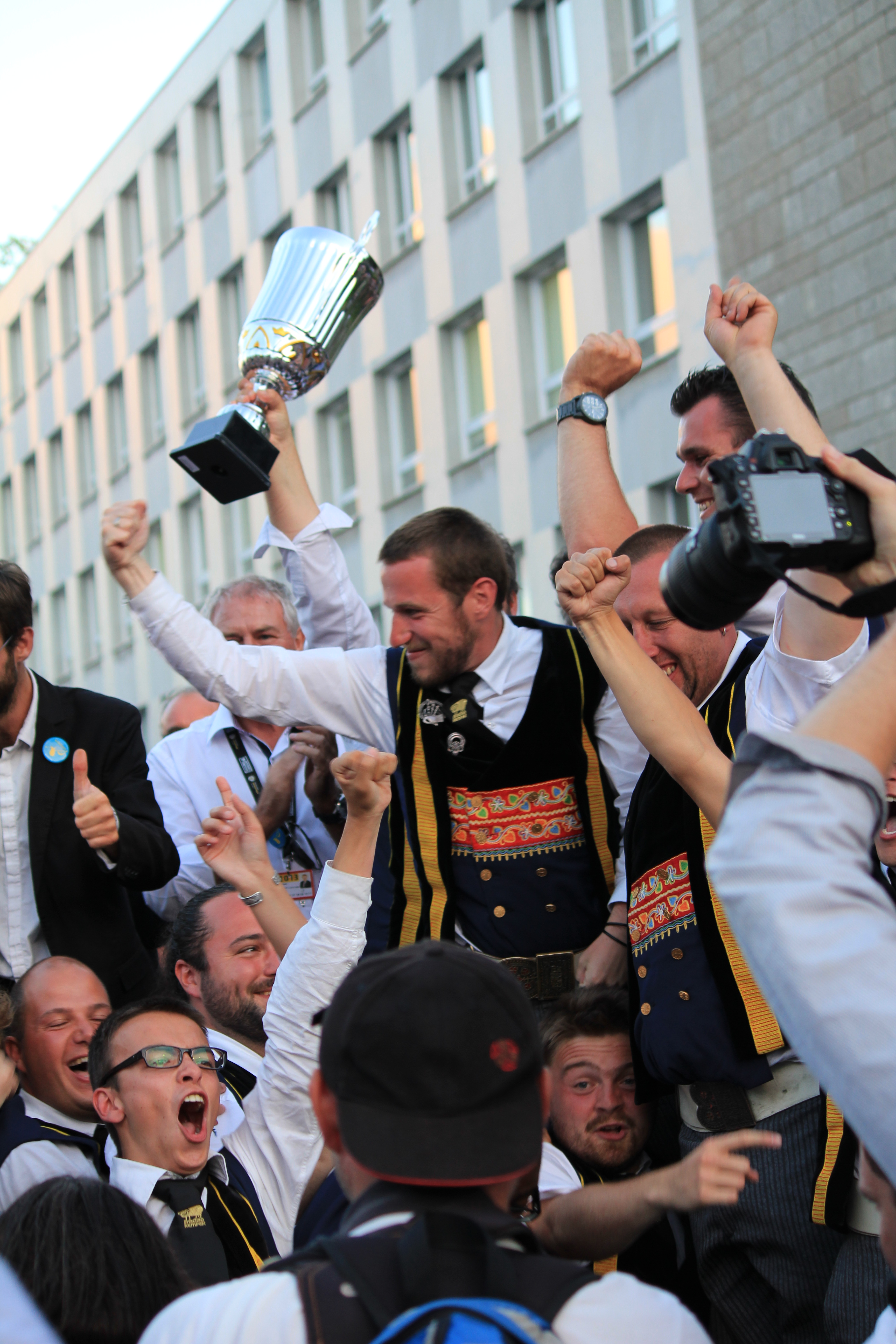
Le Bagad Kemper remporte le Championnat national des bagadoù 2013.

Le Trophée MacCrimmon pour soliste de great Highland bagpipe est remporté par Andrew Carlisle, qui gagne également le Concours International de Pibroc’h.
Le Trophée MacCrimmon pour soliste de gaïta est remporté par l'Asturien Jesus Fernandez Gonzalez.
Le Trophée Matilin an Dall pour couple de sonneurs est remporté par Serge Riou et Jacques Beauchamp.
Le Trophée International Greatness de pipe band est remporté par le Prince Charles Pipe Band.
Le Trophée International Greatness de batteries est remporté par la Kerlenn Pondi.
Le Trophée de musique celtique Loïc Raison pour les nouveaux talents est remporté par Skipper’s Alley.
Le concours Kitchen Music est remporté par Romain Toulliou.
Le Trophée Botuha (pour les sonneurs de moins de 20 ans) est remporté par Franck Medrano.
Le concours d'accordéon est remporté par Jamie Smith.
Le Trophée de harpe Camac est remporté par Claire-Audrey Desnos.

### Autres activités
Des conférences sont organisées quotidiennement au siège de la Chambre de commerce et d'industrie du Morbihan. La Bodadeg ar Sonerion y propose ainsi une rétrospective pour ses 70 ans d'activité. Des rencontres sont aussi accessibles tous les jours, invitant des personnalités diverses comme Antoine de Maximy.
Pour la première fois la « route de l'amitié », armada de vieux navires à voile fait escale à Lorient pendant le festival, et une parade nautique finissant dans l'avant-port est organisé, avec des sonneurs de bagadoù et de Pipe bands à leurs bords. 

## Bilan

### Fréquentation
700 000 festivaliers sont comptabilisés lors de cette édition, pour 83 000 entrées payantes. Pour la première fois, un badge payant permettant l'accès à certains sites et certains concerts est utilisé, comptabilisant 37 150 ventes. La chambre régionale des comptes indique en 2017 que 84 179 places ont été écoulées cette année-là, dont 15 773 gratuitement, au titre de contrepartie pour les bénévoles, les partenaires, ou les mécènes.
Les concerts programmés à l'« espace marine » enregistrent une hausse de 34 % des ventes. La plupart des principaux concerts y remplissent leurs jauges : 3 900 spectateurs assistent au concerts de Nolwenn Leroy, 3 011 à celui de Sinéad O'Connor, et 2 300 à celui d'I Muvrini comme à celui d'Imelda May. Le bilan est plus mitigé pour les nuits magiques au stade du Moustoir : celles du premier weekend enregistrent 6 000 et 5 000 entrées, avant d'atteindre 10 000 entrées pour le dernier spectacle du jeudi 8.

### Données économiques
Le bilan comptable de l'édition 2013 est annoncé lors de l'assemblée générale du 24 mai 2014 au centre culturel d'Amzer Nevez à Ploemeur. Les recettes de la billetterie sont annoncées en baisse de 4,3 %, en raison d'une programmation plus resserrée, mais les effets du crédit d'impôt pour la compétitivité et l'emploi et la stabilité du taux de TVA sur la billetterie permet de compenser cette chute. La vente des badges de soutien permet de dégager plus de 100 000 euros de revenus, et le festival peut ainsi dégager quelque 39 000 euros de bénéfices pour cette édition.

## Discographie
Dès le printemps paraît une compilation contenant des titres des principaux artistes invités au festival :
- 2013 : 43ème festival interceltique de Lorient - Année des Asturies (Keltia)| No  | Titre                                                                  | Durée |
| --- | ---------------------------------------------------------------------- | ----- |
| 1.  | Llariegu 100% Directo - Habemus Intro                                  |       |
| 2.  | Imelda May - Johnny Got A Boom Boom                                    |       |
| 3.  | Llan de Cubel - La Pipiona                                             |       |
| 4.  | Clannad - Nil Se Ina La                                                |       |
| 5.  | Titi Robin and Laal Asmaan - Hindi Lovairi                             |       |
| 6.  | Sinead O'Connor - 4th And Vine                                         |       |
| 7.  | Capercaillie - O Lioba Co Leathag/Mo Ghun Ur Sioda/Barra Clapping Song |       |
| 8.  | I Muvrini - Hazia                                                      |       |
| 9.  | Caarjyn Cooidjagh - Mich As Y Keayn                                    |       |
| 10. | Tuenda - Ronda de Tarna                                                |       |
| 11. | Ronan Le Bars Group - An Distro                                        |       |
| 12. | The Magnetic North - Bay Of Skraill                                    |       |
| 13. | Hamon Martin Quintet - Roscoper                                        |       |
| 14. | CherryGrove - Black Is The Colour                                      |       |
| 15. | Jamie Smith's Mabon - The Gordano Father                               |       |
| 16. | Stamp 'N' Go - We'll Be Damned                                         |       |
| 17. | Banda Gaites Llacin - Xideces                                          |       |

## Sources